# Абуна
Абуна (або абун, яка є статус Constructus форми використовується, коли ім'я наступним чином: ґеез አቡነ Абуна / abune, «наш батько», Amharic і Тигріні) є шанобливим назвою для будь-якого єпископа Етіопської православної церкви й Еритрейської православної церкви Тевахедо. Історично він використовувався виключно для глави Коптської православної церкви в Етіопії протягом більше 1000 років, коли Коптський патріархат Олександрії призначав лише одного єпископа для обслуговування своєї етіопської пастви. Коли згадується без імені, це Абун, і якщо ім'я слідує, воно стає Абуна (наприклад, Абуна Паулос ).

## Історія
Історично Абун Етіопської церкви призначався Папою Александрійським та Патріархом всієї Африки, який мав єпархіальну владу над Етіопією та рештою Африки, на прохання Імператора та, в історичні часи, після сплати значної плати мусульманський уряд за привілей. Абун був обраний із числа членів монастиря Святого Антонія. Хоча одночасно можна було призначити кількох Абунів, у 1140 р. Прохання призначити достатню кількість для посвячення митрополита було відмовлено. 
Кандидату часто бракувало знань рідної мови та навіть місцевих звичаїв етіопської церкви. Як результат, більшість абунів мали мінімальний вплив як на етіопську релігію, так і на політику. Зрештою його повноваження заповнив церковні справи Ічеге або абат монастиря Дебре Лібанос у Шеві, єдиний володар цього титулу в Етіопії. (Цей титул зараз зазвичай носить патріарх етіопської православної церкви Тевахедо. )
Відвідувачі Етіопії в цей час, такі як Франсіско Альварес у 16 столітті та Ремедіус Прутки у 18 столітті, були вражені масовим рукоположенням дияконів та священиків, маючи трохи більше, ніж хрестну хвилю та молитву, якою був Абун 'S основний обов'язок.
Через багато століть імператор Етіопії Хайле Селассі I, останній правлячий східнохристиянський монарх у світі, досяг договору з Коптською православною церквою в Олександрії, Єгипет, 13 липня 1948 року. Це призвело до підвищення Етіопської церкви до рангу автокефального патріархату. П'ять єпископів були негайно освячені коптським православним Папою Александрійським. Пізніше вони обрали етіопського патріарха для своєї церкви після смерті Абуни Кереллоса IV, останнього копта, який очолив Етіопську церкву.  Першим патріархом Етіопії був Абуна Базіліос, який був освячений 14 січня 1951 року.
Нинішнім патріархом Етіопії є Абуне Матіас, який змінив Абуна Паулоса, який помер 16 серпня 2012 року.

## Сирійське вживання
Абуна (сирійською: ܐܒܘܢܐ абуна, араб. أبونا, трансліт. Babūnā, дос. «наш батько») - це також титул, який використовується серед сирійських християн, християн-коптів та християн - маронитів для позначення священика. Назва використовується або сама по собі, або з іменем священика (наприклад, "Абуна Тума" для "Батько Фома"). Цей титул не використовується для الأب, швидше священик називав би себе аль-Аб ( арабська الأب, трансліт. al-ʾAb, дос. «батько»).